# John Langdon (cestista)
John Steven Langdon (8 maggio 1923 – Fort Worth, 25 marzo 1985) è stato un cestista statunitense.

## Carriera
Dopo la carriera universitaria a Texas, giocò nella AAU con i Denver Chevrolets.
Con gli Stati Uniti ha disputato il Campionato del mondo del 1950, vincendo la medaglia d'argento.